# Bùi Thị Minh Hằng
Bùi Thị Minh Hằng (sinh năm 1964), tức blogger Bui Hằng, là một nhân vật Bất đồng Chính kiến tại Việt Nam. Năm 2016 Bùi Thị Minh Hằng là một trong 20 nữ tù nhân chính trị được Đại sứ Hoa Kỳ tại Liên Hợp Quốc, bà Samantha Power, vinh danh và kêu gọi phóng thích.

## Tiểu sử
Bùi Thị Minh Hằng sinh tại Hồng Châu, Yên Lạc, Vĩnh Phúc, cư ngụ tại thành phố Vũng Tàu, tỉnh Bà Rịa – Vũng Tàu.
Bà sinh ra trong một gia đình có "truyền thống cách mạng". Cha bà là ông Bùi Sỹ Kỷ (nguyên Thiếu tá quân đội, đã nghỉ hưu, mất năm 1997).

## Quá trình hoạt động
Năm 2011, Bùi Thị Minh Hằng bị chính quyền tạm giam 3 lần vì hành vi mà chính quyền gọi là "gây rối trật tự công cộng, lợi dụng tự do dân chủ chống phá nhà nước".
- Ngày 2/8/2011 Bùi Thị Minh Hằng có tham dự phiên tòa xét xử ông Cù Huy Hà Vũ. Tại đây, Bùi Thị Minh Hằng được đưa về trụ sở Công an quận Hoàn Kiếm, lập biên bản, ghi lời khai, ra quyết định xử phạt hành chính với hình thức cảnh cáo về hành vi gây rối trật tự ở nơi công cộng.
- Ngày 21/8/2011, Bùi Thị Minh Hằng cùng nhiều người tụ tập quanh khu vực tượng đài Lý Thái Tổ (Hà Nội). Bà bị lực lượng công an phải cưỡng chế đưa về Đồn công an số 1 Mỹ Đình, sau đó chuyển tới công an quận Hoàn Kiếm lập hồ sơ, ra quyết định xử lý hành chính theo điều 7, Nghị định 73/CP.
- Ngày 16/10/2011, Bùi Thị Minh Hằng cùng 17 người khác tụ tập trước cổng Đền Ngọc Sơn - Hoàn Kiếm, phát tán khẩu hiệu phản đối Trung Quốc xâm lược biển đảo, bắn giết ngư dân Việt Nam.

Ngày 8/11/2011, UBND thành phố Hà Nội có Quyết định số 5225/QĐ-UBND về việc áp dụng biện pháp đưa vào cơ sở giáo dục thời hạn 24 tháng đối với Bùi Thị Minh Hằng. Bà bị đưa vào Trại Cải tạo Thanh Hà ở Vĩnh Phúc. Đến cuối tháng 4 năm 2012 được đưa về nhà ở Vũng Tàu.
Cuối năm 2013, Bùi Thị Minh Hằng tham gia tổ chức "Ngày hội nhân quyền" tại Công viên 23/9, Thành phố Hồ Chí Minh. Tại đây bà bị kẻ lạ mặt ném mắm tôm lên đầu, đánh đập khi đang thuyết trình.
Sáng ngày 11 tháng 2 năm 2014, Bùi Thị Minh Hằng cùng 20 người khác đến huyện Lấp Vò, tỉnh Đồng Tháp để “đấu tranh” với Công an huyện về trường hợp của "nhà hoạt động" Nguyễn Bắc Truyền, người đã bị áp giải về trụ sở công an trước đó. Tại đây, nhóm người đã bị một lực lượng gồm nhiều thành phần chặn đường phục kích dưới cái cớ kiểm tra giao thông. Công an huyện Lấp Vò đã ra quyết định khởi tố vụ án và khởi tố 3 bị can gồm Bùi Thị Minh Hằng, Nguyễn Thị Thúy Quỳnh và Nguyễn Văn Minh về 2 tội danh “Gây rối trật tự công cộng” theo Điều 245 và “Chống người thi hành công vụ” theo Điều 257 Bộ luật Hình sự.
Trong phiên tòa sơ thẩm ngày 26 tháng 8 năm 2014, tòa án tỉnh Đồng Tháp đã kết án bà Bùi Thị Minh Hằng 3 năm tù giam, Nguyễn Văn Minh 2 năm 6 tháng tù giam và Nguyễn Thị Thúy Quỳnh 2 năm tù giam, về tội danh "gây rối trật tự công cộng". Cả 3 người đều kháng cáo nhưng ngày 12 tháng 12 năm 2014, một tòa án phúc thẩm của chính quyền Việt Nam vẫn giữ y án sơ thẩm.
Bùi Thị Minh Hằng mãn hạn tù, ra khỏi Trại giam Gia Trung, Gia Lai của Bộ Công an vào ngày 11 tháng 2 năm 2017.